# InfoJobs
InfoJobs.com és una borsa de treball privada en línia, especialitzada en el mercat espanyol, italià i brasiler. L'empresa, que va néixer el 1998 dins del Grup Intercom, compta amb 200 treballadors i té la seu central a Barcelona, però disposa de 10 oficines més arreu territori espanyol.
Actualment és propietat del grup Adevinta a través de la seva filial a Espanya, Anuntis-Segundamano, propietària també d'altres llocs web d'anuncis classificats com Segundamano.es, Coches.net, Fotocasa i Milanuncios.com.
InfoJobs.net és la borsa d'ocupació que registra més trànsit a Espanya, segons les empreses de recerca i anàlisi d'audiències a Internet Nielsen NetRatings i OJD Interactiva.
InfoJobs.com.br és la borsa d'ocupació que registra més trànsit al Brasil, segons les empreses de recerca i anàlisi d'audiències a Internet Comscore.

## Cronologia
1998: Després de la seva experiència com a responsable de Recursos Humans a Grupo Intercom, Nacho González-Barros crea InfoJobs.net.
1999: InfoJobs.net canvia la seva estructura tecnològica del Lotus Notes a una plataforma Oracle.
2001: La Societat de Capital de Risc CORSABE adquireix el 10% de la companyia per més de 1.200.000 €, en plena crisi de l'empresa punt-com.
2002: InfoJobs.net guanya el Grand Prix, atorgat per iBest, gràcies a l'elecció d'internautes i experts. Aquest mateix any supera el milió de CVs. S'hi incorpora Carles Salvadó com a Director General de l'empresa.
2003: InfoJobs.net rep el reconeixement a la seva competitivitat als Premis Pimes 2003, atorgats per PIMEC SEFES. També és nominada a dues candidatures del Premi Príncep Felip a l'Excel·lència Empresarial: Innovació Tecnològica i Competitivitat Empresarial PIME. Nacho González-Barros, fundador de l'empresa, deixa InfoJobs.net per focalitzar la seva atenció en el llançament de nous projectes a la xarxa.
2004: InfoJobs.net és finalista a la categoria "Millor web espanyola" dels premis de l'Associació d'Usuaris d'Internet (AUI). El grup de comunicació canadenc Trader Classified Media adquireix el 60% d'InfoJobs.net.
2005: Juan Antonio Esteban s'incorpora com a nou director general d'InfoJobs.net en substitució de Carles Salvadó.
2006: El grup de comunicació noruec Schibsted adquireix el 60% d'InfoJobs.net a Trader Classified Media i 6 mesos més tard amplia la seva participació fins al 93,56%, mentre que el Grup Intercom manté el 6,4% de les accions de l'empresa.
2007: Obre dues noves delegacions comercials: a Galícia i al País Basc. A més, obre delegació a Second Life.
2008: Obre 6 noves delegacions comercials: Saragossa, València, Sevilla, Sant Sebastià, Alacant i Vigo.
2009: El grup de comunicació escandinau Schibsted Media Group passa a controlar la companyia.
2012: InfoJobs és reconeguda com la millor empresa per treballar a Espanya dins de la categoria de 100 a 250 empleats segons l'estudi Best Workplaces 2012.
2013: Premi Seres 2013 a la innovació i el compromís social de l'empresa.